# Little, Brown and Company
Little, Brown and Company ist ein US-amerikanisches Verlagshaus. 
Die Anfänge des Verlages reichen bis 1784 zurück, als ein Buchladen in Boston eröffnet wurde. Der Verlag selbst wurde 1837 von Charles Coffin Little und James Brown gegründet und erhielt 1869 seinen heutigen Namen. 1968 kaufte Time Inc. den Verlag auf und seit 2006 wird er als Imprint von der Hachette Book Group betrieben.

## Autoren
Bekannte Autoren, die bei Little, Brown and Company verlegt werden oder wurden, sind unter anderem:
David Foster Wallace, Cecil Scott Forester, Norman Mailer, Henry Kissinger, J. D. Salinger, Nelson Mandela, Erich Maria Remarque, Alice Sebold, Herman Wouk, Stephenie Meyer, Daniel Woodrell, Ronan Farrow und Joanne K. Rowling.